# Rich Saeger
	Richard Erwin (Rich) Saeger (Rochester (New York), 4 maart 1964]) is een Amerikaans zwemmer.

## Biografie
Tijdens de Wereldkampioenschappen zwemmen 1982 won Saeger de titel op de 4x100m en 4x200m vrije slag, op de 4x100m kwam hij enkel uit in de series.
Saeger won tijdens de  Olympische Zomerspelen 1984 in eigen land goud op de 4x200m vrije slag. Saeger zwom alleen in de series. In de series verbeterde Saeger samen met zijn ploeggenoten het wereldrecord In de finale scherpten Saeger zijn landgenoten het wereldrecord aan met drie seconden.

## Internationale toernooien
| Jaar | Olympische Spelen                              | Wereldkampioenschappen                                                                    | Pan-Am            |
| ---- | ---------------------------------------------- | ----------------------------------------------------------------------------------------- | ----------------- |
| 1982 |                                                | 43e 200m vrije slag · 4x100m vrije slag · Saeger zwom enkel de series · 4x200m vrije slag |                   |
| 1983 |                                                |                                                                                           | 4x200m vrije slag |
| 1984 | 4x200m vrije slag · Heath zwom enkel de series |                                                                                           |                   |